# De Crescenzo (album)
De Crescenzo è il terzo LP di Eduardo De Crescenzo, pubblicato dall'etichetta discografica Ricordi nel 1983.

## Descrizione
È l'unico album del cantautore napoletano (qui ancora solo in veste di cantante) interamente eseguito in lingua napoletana.

## Tracce
Testi e musiche di Claudio Mattone.
1. Chiàmmame
2. Io ce credo
3. Che suonno
4. Quantu tiempo ce vo'
5. 'A malatia 'e l'America
6. Ajere
7. Metropolitana
8. Chi ha avuto ha avuto
9. Vancello a di'

## Formazione
- Eduardo De Crescenzo – voce, cori
- Dino Kappa – basso
- Alessandro Centofanti – pianoforte, programmazione, Fender Rhodes, sintetizzatore
- Agostino Marangolo – batteria
- Stefano Sabatini – sintetizzatore, programmazione, pianoforte, Fender Rhodes
- Carlo Pennisi – chitarra
- Claudio Mattone – sintetizzatore, programmazione, pianoforte, Fender Rhodes
- Dino D'Autorio – basso
- Rosario Jermano – percussioni
- Luciano Torani – sintetizzatore, programmazione
- Giancarlo Maurino – sassofono soprano, sax contralto
- Naimy Hackett, Teresa De Sio, Simona Pirone – cori